# Cuestión de Olivenza

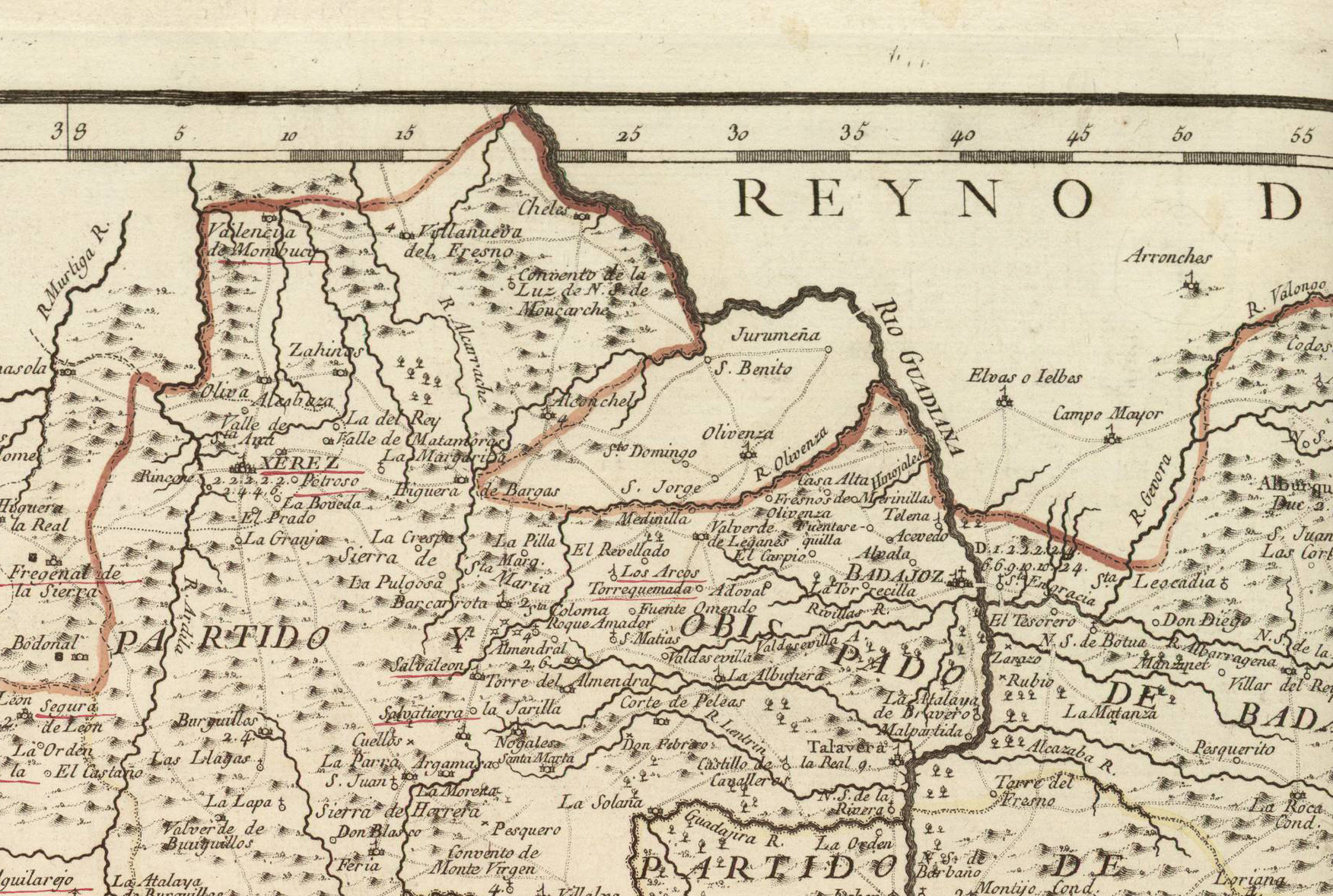
Situación de Olivenza en un mapa cartográfico de la frontera occidental española en 1766, obra de Tomás López de Vargas Machuca.

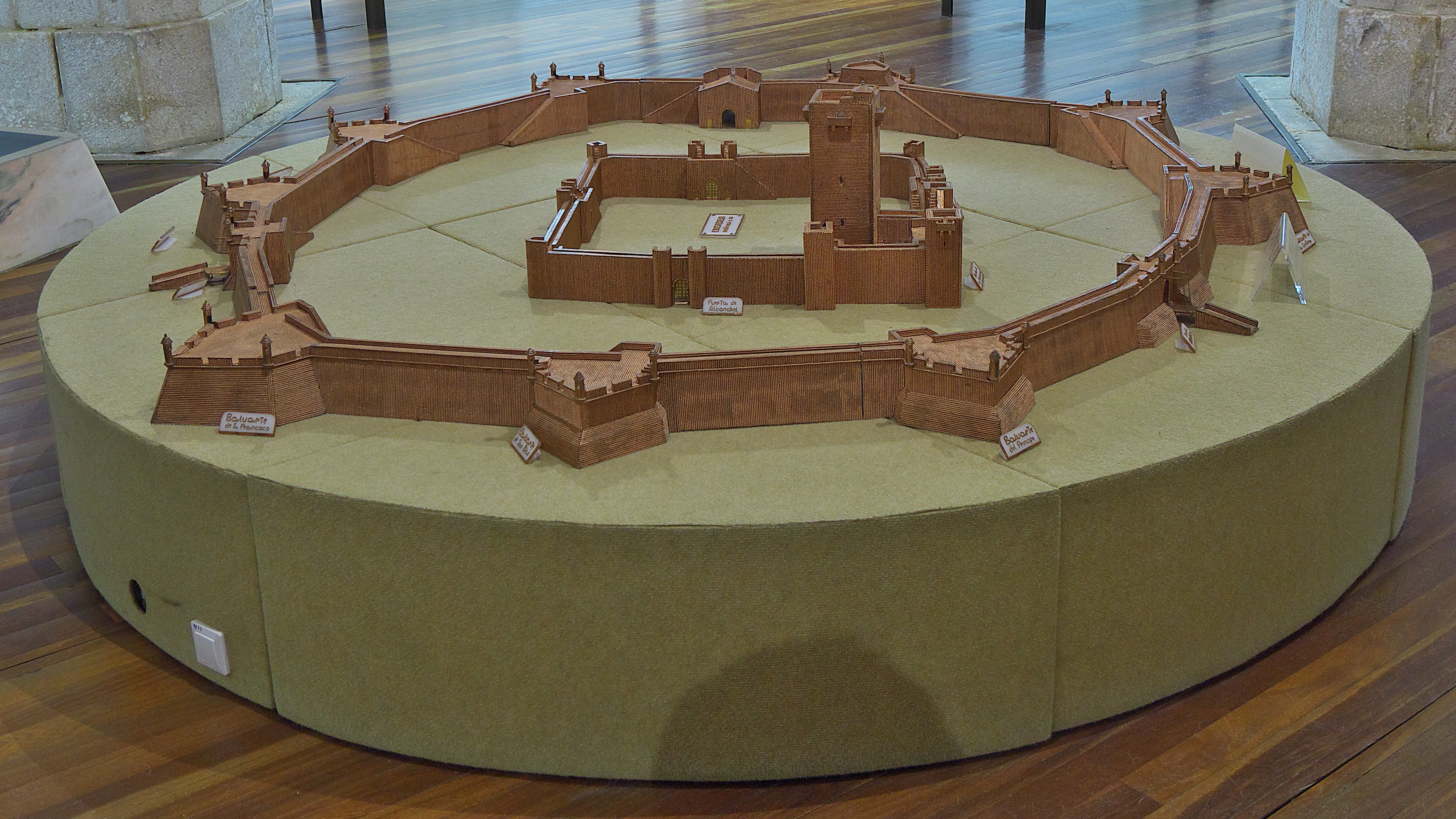
Muralla abaluartada de Olivenza

La cuestión de Olivenza es como se conoce a la reclamación territorial que mantiene Portugal sobre las villas de Olivenza y Táliga, cedidas a España como consecuencia de la guerra de las Naranjas. La controversia, que se mantiene viva por algunos sectores de la sociedad portuguesa, no ha impedido a ambos países entablar relaciones de buena vecindad, aunque el Estado portugués nunca haya renunciado a sus derechos sobre los dos municipios y su gobierno reclame su devolución, si bien de manera poco beligerante.
Poco conocido en España, es un asunto alimentado desde el siglo XIX en la opinión pública lusitana por el movimiento irredentista y los sectores interesados en mantener vivo el distanciamiento tradicional de ambos países, habiendo sido objeto de numerosas publicaciones. En ellas se destacan las numerosas actividades e iniciativas de diversas organizaciones y asociaciones, que buscan influir en las políticas diplomáticas de las autoridades portuguesas para reclamar la restitución del territorio oliventino, que formó parte de Portugal desde 1297 a 1657, y desde 1668 a 1801, basándose principalmente en el considerado incumplimiento por España de las estipulaciones del antiguo Congreso de Viena de 1815. 
Aunque la reclamación activa formó parte de la política internacional portuguesa durante varios decenios, diversos tratados sobre los límites de frontera firmados desde mediados del siglo XIX llevaron al cambio de la atención portuguesa sobre el asunto, que quedó relegado de la agenda política de los diferentes gobiernos y, de manera más marcada, a raíz del proceso de integración ibérico desde 1986 en la Unión Europea. Esta actitud quedó resumida en 2003 en las palabras de su ministro de Asuntos Exteriores:

La cuestión de Olivenza «está congelada y no debe reabrirse». «El problema de Olivenza está congelado desde el Tratado de Viena de 1815», no descartando que la cuestión pueda resolverse en «otro momento».

No obstante, la acción de presión de los grupos irredentistas ha conseguido con éxito hacerse eco en situaciones puntuales; como en 2004, cuando se llevó una iniciativa popular con 5000 firmas a la Asamblea de Portugal para trasladar la pregunta al gobierno de José Manuel Durão Barroso, quien mantuvo la postura oficial tradicional que, si bien pasa por la reivindicación tácita del territorio, considera que no se deben malgastar esfuerzos en cuestiones consideradas poco prácticas y potencialmente problemáticas.
Aun así, el ministro de Defensa portugués Nuno Melo insistió en 2024 en que, a pesar de las buenas relaciones entre ambos países, la cuestión de Olivenza no está zanjada y que, para su gobierno, tanto esa villa como Táliga siguen siendo portuguesas, pues Portugal nunca ha renunciado a sus derechos:

Olivenza es portuguesa, naturalmente. Y no es ninguna provocación: por tratado, Olivenza deberá ser entregada al Estado portugués. Sé que muchos ven esta cuestión de forma caricaturesca y se dice que, desde el tratado de Alcañices, Portugal tiene las fronteras definidas más antiguas. Excepto en ese trozo de Olivenza. Debo decir que el Estado portugués no lo reconoce como territorio español; y, por tanto, para mí decir eso no es algo de ayer, sino de hoy. […] La realpolitik es la realpolitik, pero no invalida la expresión de los derechos. Y los derechos no se renuncian.

Así las cosas, el carácter minoritario de estas acciones y la preocupación de los representantes públicos por otros problemas de mayor relevancia quedó de manifiesto con un nuevo hito en el proceso de cooperación entre España y Portugal, alcanzado en marzo de 2008 en la Declaración de Olivenza por la que quedó constituida la primera eurorregión ibérica que agrupa a varios municipios en el entorno de La Raya.

## Origen y soberanía de Olivenza
La reconquista de Badajoz por el rey leonés Alfonso IX en la primavera del año 1230 llevó al monarca a recompensar a los templarios que habían participado en la campaña militar, motivo por el que se les concedieron los enclaves de Burguillos y Alconchel. Desde estas tierras, los templarios crearían más adelante la encomienda de Oliventia en el año 1256, donde acabarían erigiendo un templo a Santa María y levantarían un castillo. Respecto a la soberanía, Alfonso IX de León falleció en el mes de septiembre de 1230, tras lo cual se llegaría a firmar la Concordia de Benavente en diciembre del mismo año. Este acuerdo supuso la unión definitiva de los reinos de Castilla y León en el monarca Fernando III el Santo para dar surgimiento a la Corona de Castilla, lo que conllevó que Olivenza pasara a ser castellana. Posteriormente, el sucesor de Fernando III el Santo, Alfonso X el Sabio, optaría por destinar Olivenza al Concejo y Obispado de Badajoz, lo que supuso desalojar a los templarios de aquel lugar.  
Más adelante, en 1297, la reina consorte María de Molina, en nombre de Fernando IV de Castilla, quien era nieto de Alfonso X el Sabio y menor de edad en ese momento, firmaría el Tratado de Alcañices con el rey Dionisio I de Portugal por el que Olivenza y otras plazas castellanas pasaban a Portugal a cambio de que este dejara de apoyar a Juan de Castilla y sus pretensiones sobre el reino de León. Asimismo, el tratado también sirvió para concertar los futuros matrimonios entre Fernando IV de Castilla con la infanta Constanza de Portugal y entre Alfonso de Portugal, heredero al trono portugués, con Beatriz de Castilla, hermana de Fernando IV. El tratado también contemplaba que el monarca portugués aportara trescientos caballeros a fin de ayudar a María de Molina contra Juan de Castilla.  
En 1657, el duque de San Germán recuperó la tierra oliventina para la Monarquía Hispánica durante la guerra de Restauración, hasta que en 1668 se firmó en Lisboa un nuevo tratado de paz que devolvió la soberanía portuguesa a la plaza de Olivenza. En 1801, España y Francia declararon la guerra a Portugal en represalia por su alianza con Gran Bretaña, llevando a la invasión del país lusitano en la breve campaña conocida como guerra de las Naranjas, siendo Olivenza tomada por las fuerzas españolas y quedando bajo soberanía española desde entonces, según los términos del Tratado de Badajoz. Este ha sido el último cambio de dominio territorial experimentado. No será hasta el Congreso de Viena de 1815 que se abrirá el capítulo de la reclamación portuguesa.  

## El Congreso de Viena y tratados posteriores: surgimiento del irrendentismo

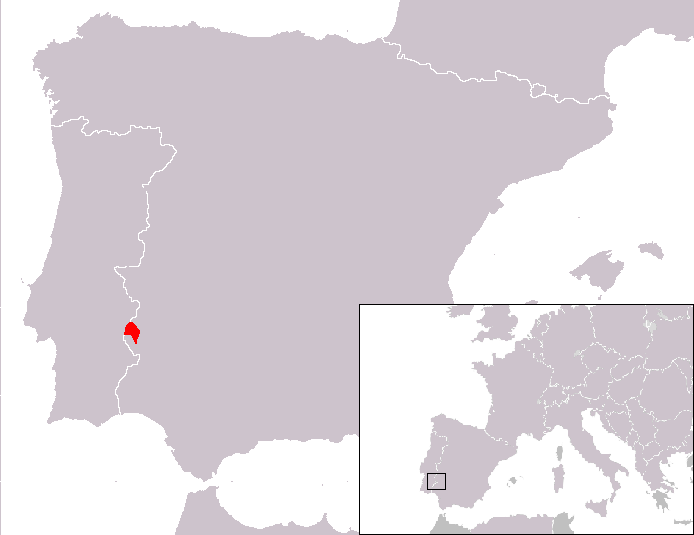
Olivenza y Táliga, España.

Provincia de Badajoz.

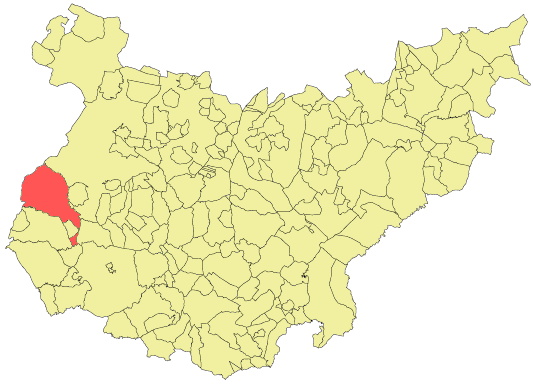
Municipio de Olivenza, Badajoz.

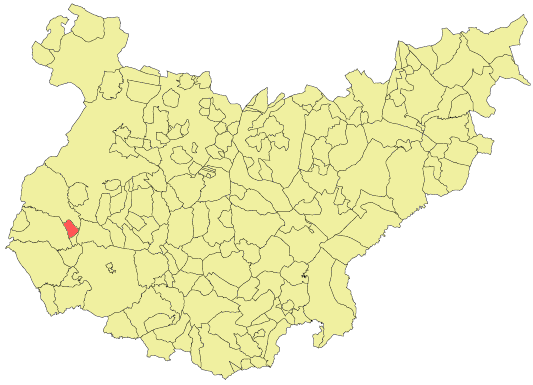
Municipio de Táliga, Badajoz.

El fin del enfrentamiento entre España y Portugal con el primer Imperio francés de Napoleón I, en el marco del conflicto general europeo de las guerras napoleónicas y de la Independencia Española, permitirá que las reivindicaciones portuguesas recurran a las resoluciones del Congreso de Viena para pedir la soberanía sobre la villa pacense, sin que quedara clara la aceptación de España de los puntos que en Viena aludían a la cuestión de Olivenza. Desde entonces, Portugal insiste en que el pueblo fronterizo es por derecho de soberanía lusa, en tanto que España no reconoce la existencia de un litigio sobre el tema.

## SigloXXI
En 2003, la cuestión de Olivenza reapareció polémicamente en los medios de comunicación españoles al darse a conocer en el informe The World Factbook publicado por la Agencia Central de Inteligencia (CIA) de los Estados Unidos, en el que se menciona la reclamación portuguesa siendo considerado por algunos medios españoles como un reconocimiento injustificado del conflicto entre España y Portugal por la soberanía de Olivenza que las autoridades españolas niegan existir. Desde esta óptica, históricamente, España argumentó, recuperar Olivenza, que era una parte de una dote de confraternidad familiar, que dio un rey español al casar a su hija con un monarca portugués, para castigar la actitud en extremo agresiva (más de lo que la administración española podía tolerar entre dos Imperios Ultramarinos, aunque declinantes, en gran carrera competitiva por los mares y mercados de todo el orbe) del estado portugués en alianza secular con Inglaterra (según Portugal para asegurar su supervivencia como Nación independiente). El gobierno español amenazó con recuperar el resto del lote territotrial de la dote si Portugal no reconvenía su hostil postura de mala vencindad de dos naciones ibéricas y hermanas condenadas a llevarse con cordialidad por requerimiento geográfico. Por su parte, el Gobierno portugués en boca de su ministro de Asuntos Exteriores, Martins da Cruz, manifestó al respecto de la publicación de la CIA que la cuestión de Olivenza «está congelada y no debe reabrirse», asegurando que «el problema de Olivenza está congelado desde el Tratado de Viena de 1815», rechazado por España que se negó a ceder el territorio a Portugal, aunque no descartó que la cuestión pueda resolverse «en otro momento».
Al encuentro de las posiciones oficiales y del incremento de las relaciones de cooperación hispanoportuguesas, la presión de los grupos irredentistas, que había tomado por objetivo el acuerdo alcanzado en la cumbre bilateral de Quinta do Lago de 1990 entre la administración de Felipe González y Cavaco Silva para la recuperación del histórico puente de Ayuda y la construcción de uno nuevo entre ambas riberas del río Guadiana, se puso de manifiesto en 2006, cuando la asociación Amigos de Olivença logró del tribunal de Évora la orden de reapertura de una instrucción judicial anteriormente archivada tras una denuncia de presunto delito de daño en contra de los responsables españoles de la obra de restauración realizadas en 2003 en los vestigios de A Ponte de Nossa Senhora de Ajuda y de un delito de denegación de justicia al alcalde de Elvas y el director del Instituto Portugués de Patrimonio Arquitectónico.
Sin embargo, a pesar de la actividad de estas organizaciones, un nuevo hito en el proceso de cooperación entre España y Portugal se alcanzó en marzo de 2008 y se plasmó en la Declaración de Olivenza por la que ha quedado constituida la primera eurorregión ibérica que agrupa a varios municipios en el entorno de La Raya, con una población de más de 260 000 habitantes y con el objeto de presentar proyectos conjuntos en la Unión Europea que ayuden en la obtención de fondos con los que desarrollar la economía y progreso de la zona.

## Nota
1. ↑  

Portugal does not recognize Spanish sovereignty over the territory of Olivenza based on a difference of interpretation of the 1815 Congress of Vienna and the 1801 Treaty of Badajoz
The World Factbook, 21/08/2008, Transnational issues: Portugal

## Obras
- Carlos R. Fernández Liesa, La Cuestión De Olivenza. Editorial Tirant Lo Blanch. ISBN 84-8456-189-5.

- Datos: Q946232